# لورا لوليس
لورا لوليس (بالإنجليزية: Laura Lawless)‏ هي متسابقة ملكة الجمال أمريكية، ولدت في 1979 في نيويورك في الولايات المتحدة.